# Христорождественский собор (Уварово)
Христорождественский собор — кафедральный собор Уваровской епархии Русской православной церкви, расположенный в городе Уварово Тамбовской области.

## История
В 1840 году в быстро развивающемся селе Уварово была открыта церковь Рождества Христова. Этот храм был каменным, крытый железом, с калориферным отоплением, построенный на средства прихожан в южной части села. В уваровском музее сохранилась фотокопия страховой оценки строений за 15 июля 1910 года, описывающей храм и близлежащие постройки.
В 1937 году храм был закрыт. Колокольня была разрушена, купол уничтожен. Сам храм переоборудовали под дом культуры, в котором проходили концерты, смотры художественной самодеятельности, танцы.
25 декабря 1993 года в ходе длительных переговоров здание храма было возвращено Русской православной церкви. 6 января 1994 года, в Сочельник в храме было совершено первое Богослужение с момента закрытия храма.
В 2013 году храму был присвоен статус кафедрального собора, спустя год после того как была образована Уваровская епархия. Возле собора был воздвигнут памятник Архистратигу Божию Михаилу.